# Seriphidium nigricans
Seriphidium nigricans là một loài thực vật có hoa trong họ Cúc. Loài này được (Filat. & Ladyg.) K.Bremer & Humphries ex Y.R.Ling miêu tả khoa học đầu tiên năm 1991.